# العنف على اليهود في أوروبا الوسطى والشرقية (1944-1946)
 ارتبطت أعمال العنف المعادية لليهود في أوروبا الوسطى والشرقية في أعقاب تراجع قوات الاحتلال الألمانية النازية ووصول الجيش الأحمر السوفيتي - خلال المراحل الأخيرة من الحرب العالمية الثانية - جزئياً بفوضى ما بعد الحرب والفوضى الاقتصادية التي تفاقمت بسبب السياسات الستالينية المفروضة عبر أراضي الجمهوريات السوفيتية الموسعة ودول الجديدة التابعة. أصبحت الهجمات المعادية للسامية متكررة في المدن السوفيتية التي دمرتها الحرب. في الأسواق، في المتاجر المستنفدة، في المدارس، وحتى في المؤسسات الحكومية.  تم إرسال رسائل احتجاج إلى موسكو من العديد من المدن الروسية والأوكرانية والبيلاروسية من قبل اللجنة اليهودية المناهضة للفاشية المشاركة في توثيق المحرقة.

## الدول التابعة
عند الاستيلاء السوفيتى على بولندا «فقط جزء صغير من الوفيات [اليهودية] يمكن أن يعزى إلى معاداة السامية» كتب جان ت. جروس.  وكان السبب في معظمهم هو الانتفاضة المعادية للشيوعية على الحكومة الجديدة الموالية للسوفيات.  أدى العنف على اليهود في بولندا، 1944-1946 إلى مقتل 327 يهوديًا على الأقل. 
قتل المئات من اليهود العائدين في رومانيا.   حدثت المظاهر المعادية لليهود، والتي تستند أحيانًا إلى اتهامات بالتشهير بالدم، في هنغاريا في عشرات الأماكن،    على سبيل المثال، في كونماداراس وميسكولك.
في سلوفاكيا في Topoľčany، أصيب 48 يهوديًا بجروح خطيرة في سبتمبر 1945. قتل عدد من اليهود في كولباسوف في ديسمبر. يقال إن 13 حادثًا معاديًا لليهود يُطلق عليه المذابح الحزبية وقع في الفترة من 1 إلى 5 أغسطس 1946، وهو أكبر حادث في جيلينا، حيث جُرح 15 شخصًا. 
في كييف، أوكرانيا في الفترة من 4 إلى 7 سبتمبر 1945،  تعرض حوالي مائة يهودي للضرب، تم نقل ستة وثلاثين منهم إلى المستشفى وتوفي خمسة متأثرين بجراحهم.  في روبتسوفسك، روسيا، وقع عدد من الحوادث المعادية للسامية في عام 1945. 